# 아버지의 노래를 들었네
"아버지의 노래를 들었네"(My Father's Song)는 한국에서 제작된 이지선 감독의 2002년 드라마 영화이다. 염혜숙 등이 주연으로 출연하였다.

## 출연

### 주연
- 염혜숙
- 이동준
- 조인영

## 기타
- 조명: 이태윤
- 조명: 노진성
- 녹음: 손현희
- 믹싱: 김태호